# Галевка (Томская область)
Галевка — упразднённая в 2004 году деревня в Чаинском районе Томской области России. Входила в состав Коломинского сельского поселения.

## География
Находится в центральной части региона, в лесной местности у р. Чемодаевка.
Климат
Находится на территории, приравненной к районам Крайнего Севера.

## История
Основана в 1912 году кряшенами. По данным на 1926 год посёлок Галево состоял из 29 хозяйств, основное население — русские. В составе Леботерского сельсовета Чаинского района Томского округа Сибирского края.
Упразднена в 2004 году.

## Население
| 1926 | 1931 | 1940 | 1956 | 1995 | 1996 | 1997 |
| ---- | ---- | ---- | ---- | ---- | ---- | ---- |
| 127  | ↗171 | ↗208 | ↗209 | ↘0   | →0   | ↗8   |
| 1998 | 1999 | 2002 |      |      |      |      |
| ↘7   | ↘6   | ↘0   |      |      |      |      |

## Транспорт
Просёлочная дорога в д. Васильевка.